# Hyloscirtus antioquia
Hyloscirtus antioquia é uma espécie de anfíbio anuro da família Hylidae. Está presente na Colômbia. A UICN classificou-a como quase ameaçada.